# À dos de crocodile
À dos de crocodile (titre original : Riding the Crocodile) est un roman court de science-fiction de Greg Egan paru en 2005 puis traduit en français et publié aux éditions Le Bélial' en 2021.

## Résumé
Dans un futur très éloigné, une immense civilisation nommée l'Amalgame regroupe la plupart des espèces intelligentes de l'univers. Néanmoins, un amas galactique appelé le bulbe galactique reste inexploré, toutes les sondes qui y ont été envoyées étant toujours revenues en sens inverse, intactes mais sans aucun enregistrement de ce qui a pu se passer à l'intérieur.
Leila et Jasim, citoyens de l'Amalgame, sont mariés depuis dix mille trois cent neuf ans. Ils décident de se donner un dernier but avant de choisir délibérément de mourir. Ils choisissent de mettre tout en œuvre pour découvrir ce qui existe au sein du bulbe galactique.
Leila et Jasim s'installent à proximité du bulbe galactique. Après des années d'observation, Leila capte un signal en provenance du bulbe. Le contact avec ceux qui sont appelés les Indifférents, que l'imagination collective imagine être le peuple qui vit au sein du bulbe, semble désormais possible...